# Henstedter Dorfmuseum
Das Henstedter Dorfmuseum ist ein Heimatmuseum in Syke-Henstedt, Henstedter Straße 20, im Landkreis Diepholz in Niedersachsen, das sich in privater Trägerschaft befindet.
Gegründet wurde es von Waltraut Köhler (1946–2012), die privat gesammelte museale Gegenstände aus Henstedt und Umgebung in eigenen Räumen ausstellte. Inzwischen ist das „Dorfmuseum – Henstedt, wie es früher war“ weit über den kleinen Syker Ortsteil hinaus bekannt.
Das Dorfmuseum liegt südlich vom Henstedter Ortskern an der Straße nach Bassum-Neubruchhausen. 
Auf 175 m² Ausstellungsfläche in einem ehemaligen Stallgebäude sind die Schwerpunkte des Ausstellungsangebotes ausgebreitet: alte bäuerliche Gerätschaften und Gegenstände aus der Landwirtschaft, aus der Hauswirtschaft, aus der Henstedter Schulgeschichte und aus dem Leben der Kinder in früherer Zeit. Der Strukturwandel des Dorfes Henstedt von 1867 bis zur Gegenwart wird dokumentiert.
Ein Bunker aus dem Zweiten Weltkrieg kann ebenfalls besichtigt werden.
Als Museumsleiter fungiert ehrenamtlich Thorsten Köhler. Waltraut Köhler, die Gründerin des Museum, verfasste mehrere Schriften, die die Sammlungen des Museums erschließen.